# Eptic
Michaël Bella (Waasmunster, Flandes, Bélgica; 9 de abril de 1993), más conocido por su nombre artístico Eptic, es un DJ y productor belga. Ganó gran popularidad dentro de la escena del dubstep después de la publicación de su primer EP "Like A Boss", que se posicionó dentro del Top 5 de la lista de dubstep en Beatport. "Like a Boss" permaneció en el Top 10 de dubstep de Beatport durante siete semanas. Esta joven promesa en la escena del bass, inició su carrera como disk jockey a los 19 años, destacándose aun luego de "Like A Boss EP" en el top de Beatport con "Slim City/Trouble"" (Estos 2 anteriores fueron lanzados en el sello discográfico "Never Say Die" comandado por Tommy Dash a.k.a SKisM). A menudo se sabe que llorar en festivales en los Estados Unidos cuando él no sale con la suya. Una vez casi fue golpeado por la seguridad en el Moonrise Festival por intentar instigar peleas después de ser conducido fuera del escenario por no seguir las restricciones de tiempo establecidas. Este además ha hecho colaboraciones con otros grandes productores como: MUST DIE!, Habstrakt , Jauz y zun diego.

## Discografía

### Álbumes de estudio
- Eptic (2011)
- Like A Boss (2012)
- Mastermind (2012)
- Doom (2013)
- The End (2014)
- Immortal (2015)
- Overlord (2016)
- Hyper Future (2017)
- Anti-Human (2018)
- Flesh & Blood (2019)

### Sencillos
- "Like a Boss" (2012)
- "Slime City" / "Trouble" (2012)
- "Brainstorm" (2014)
- "On the Block" (con Habstrakt) (2015)
- "Get Down" (con Jauz) (2016)
- "Eat My Dust" (2017)
- "Bloodlust" (2018)
- "Southside" (con DJ Snake) (2019)

### Otras canciones
- "Danger" (publicado en Soundcloud ) (2011)
- "Obey" (publicado en Chronos Records Obey EP) (2011)
- "Fools" (publicado en Chronos Records Farmville EP) (2011)
- "Nas-T" (publicado en forma de descarga gratuita) (2011)
- "Jealousy" (publicado en forma de descarga gratuita) (2011)
- "Stick Up VIP" (publicado en forma de descarga gratuita desde su página de Facebook) (2012)
- "Ninja Challenge '(con Habstrakt ) (publicado en Never Say Die Records, Never Say Die álbum Collection) (2012)
- "Gutter" (publicado en Never Say Die Records, Never Say Die Vol. 2 álbum Collection) (2013)
- "Deathray" VIP (publicado en Never Say Die Records, Never Say Die Vol. 2 álbum Collection) (2013)
- "Space Cats" (publicado en Never Say Die Records, Never Say Die Vol. 3 álbum Collection) (2014)
- "Kill them all" (publicado en Never Say Die Records, Never say die Vol. 4 ) (2016)
- "Cosmic" (publicado en Never Say Die Records, Single de Overlord EP) (2016)
- "Nightshade" (publicado en Never Say Die Records, Single de Overlord EP) (2016)
- "Swords & Dragons" (publicado en Never Say Die Records, Single de Overlord EP) (2016)
- "Lazor3000" (con Habstrakt )(publicado en Never Say Die Records, Single de Overlord EP) (2016)
- "What have you done" (publicado en Never Say Die Records, Single de Overlord EP) (2016)
- "Shapeshift" (publicado en Never Say Die Records, Single de Overlord EP) (2016)
- "Bop It" (Con Zomboy ) ( Publicado en Never Say Die Récords, Never Say Die Vol. 5 ) (2017)
- "Let It Go" (Con Dillon Francis) (publicado en Monstercat, Single de Flesh & Blood) (2019)
- "Bloodlust VIP" (2019)

### Mixes
- Eptic - All That Sawce Mix (2011)

### Remixes
- Modestep - Feel Good (Eptic Remix) (2011)
- SKisM - Power (Eptic Remix) (2012)
- Lavela feat. Funsta - Scatta (Eptic Remix) (2012)
- Excision & Datsik - 8 Bit Superhero (Eptic Remix) (2012)
- Virus Syndicate - Ayah Bass (Eptic Remix) (2012)
- Technotronic - Pump Up The Jam (Eptic Remix Edit) (2012)
- Fedde Le Grand - Twisted (Eptic Remix) (2014)
- Barely Alive feat. Jeff Sontag - Sell Your Soul (Eptic Remix) (2014)
- SKisM & LAXX - Hostile (Eptic Remix) (2015)
- Zomboy - Get With The Program Ft. O.V (Eptic & Trampa Remix) (2017)
- Dillon Francis - Say Less feat. G-Eazy (Eptic Remix) (2017)
- Rl Grime - Era (Eptic Remix) (2018)